# Вешкаймское городское поселение
Вешка́ймское городско́е поселе́ние — муниципальное образование в составе Вешкаймского района Ульяновской области. 
Административный центр — рабочий посёлок Вешкайма. 

## Население
| 2010   | 2012  | 2013  | 2014  | 2015  | 2016  | 2017  |
| ------ | ----- | ----- | ----- | ----- | ----- | ----- |
| 10 136 | ↘9872 | ↘9605 | ↘9385 | ↘9233 | ↘9062 | ↘8936 |
| 2018   | 2019  | 2020  | 2021  |       |       |       |
| ↘8757  | ↘8582 | ↘8402 | ↘8300 |       |       |       |

## Состав городского поселения
В состав поселения входят 10 населённых пунктов: 1 рабочий посёлок, 6 сёл, 2 деревни и 1 посёлок.
| №  | Населённый пункт | Тип населённого пункта                  | Население |
| -- | ---------------- | --------------------------------------- | --------- |
| 1  | Белый Ключ       | село                                    | 163       |
| 2  | Вешкайма         | рабочий посёлок, административный центр | ↗5783     |
| 3  | Вешкайма         | село                                    | 1445      |
| 4  | Вырыпаевка       | село                                    | 34        |
| 5  | Залесный         | посёлок                                 | 457       |
| 6  | Котяковка        | деревня                                 | 90        |
| 7  | Красный Бор      | село                                    | ↘817      |
| 8  | Оборино          | деревня                                 | 0         |
| 9  | Озерки           | село                                    | 145       |
| 10 | Ховрино          | село                                    | 366       |

## Местное самоуправление
Глава городского поселения — Шалаева Таисия Николаевна.